# Robert Z'Dar
Robert Z'Dar, ursprungligen Zdarsky, född 3 juni 1950 i Chicago, Illinois, död 30 mars 2015 i Pensacola, Florida, var en amerikansk skådespelare. Han var polis innan han gjorde sin filmdebut i mitten av 1980-talet. Han medverkade sedan flitigt i lågbudgetfilmer och i mindre roller i större filmer. Han känns lätt igen på sin stora underkäke. Han är mest känd för att ha spelat titelrollen i Maniac Cop-trilogin och rollen som "Face" i Tango & Cash. Förutom att arbeta som skådespelare producerade han även ett antal filmer.

## Filmografi (urval)
- Zombiegeddon (2003)
- Pocket Ninjas (1997)
- Future War (1997)
- Maniac Cop 3: Badge of Silence (1993)
- Soultaker (1990)
- Maniac Cop 2 (1990)
- Tango & Cash (1989)
- Maniac Cop (1988)